# Priscilla Chan (cantante)
Priscilla Chan Wai-han (28 de julio de 1965), es una cantante cantopop de Hong Kong.

## Biografía
Chan tiene un hermano menor y su hermana. Su padre es un oficial jubilado de Hong Kong, que trabajó al Servicio de la Inmigración. Asistió a la Escuela Secundaria de Marymount en Happy Valley, Hong Kong (antes conocido como Escuela de las Hermanas de Maryknoll). Activa en sus actividades extracurriculares y pasatiempos, cuenta que cuando era una adolescente, se animó a participar en concursos de canto. Finalmente, fue descubierta por una compañía de grabación. Actualmente reside en Happy Valley, Hong Kong. Ella es conocida por expresar una gran pasión y emoción en sus canciones dedicadas al amor, de los cuales muchos se han convertido en famosas melodías clásicas Cantopop.

## Carrera
Chan comenzó su carrera como cantante profesional cuando ella tenía unos 18 años de edad en 1983. Su primera canción se tituló "Promesa olvidada" (逝去 的 诺言), que fue registrada en una revista llamada "Girl" del álbum (少女 杂志), que también cuenta con dos otras famosas canciones. La canción propulsó la carrera de Chan, por lo que lanzó su propio álbum titulado "The Feelings of a Story" (故事的感覺) en 1984. Al año siguiente, ella lanzó un álbum bajo su nombre homónimo titulado "Priscilla", que incluía el hit "Flower Shop" (花店). En 1986, su álbum "Revolt" (反叛), se convirtió una de los temas musicales de la cantante de altura. La canción incluida "Street Dancing" (跳舞 街) (una versión de Angie Gold "Eat You Up", pero basado en la producción de sabios, en la versión Yōko Oginome, titulado "Héroe Dancing" (ダンシング · ヒーロー), "Accidentes de Amar" (痴情 意外), "Love Me Once Again", "Rebelión" (反叛), y "Abrazar con lágrimas" (与 泪 抱拥). Chan en 1987, pasó momentos difíciles aunque luego se recuperó muy bien en año 1988 con el álbum 娴 情 de 1988 y la canción titulada "Silly Girl" (傻 女, una versión cantonesa de reproceso de la canción adaptada del español titulada "La Loca", que fue interpretada por María Conchita Alonso), que confirmó por primera vez su estatus como un serio contendiente en la época dorada de Cantopop. "Silly Girl" fue reeditada e interpretada por la cantante, Jill Vidal, en 2007.

## Discografía

### Álbumes
| Año  | Título                                                 | Nombre nativo                | Idiomas            | Publicidad                                      |
| ---- | ------------------------------------------------------ | ---------------------------- | ------------------ | ----------------------------------------------- |
| 1994 | Girl's Magazine                                        | 少女雜誌                     | Cantonese          | Polygram Records Ltd.                           |
| 1994 | Thousand Years Lover EP                                | 千年戀人                     | Japanese           | Polygram Records Ltd.                           |
| 1994 | Thousand Years Lover                                   | 千年戀人                     | Japanese           | Polygram Records Ltd.                           |
| 1994 | The Feelings of a Story                                | 故事的感覺                   | Cantonese          | Polygram Records Ltd.                           |
| 1995 | Priscilla                                              | -                            | Cantonese          | Polygram Records Ltd.                           |
| 1996 | Revolt                                                 | 反叛                         | Cantonese          | Polygram Records Ltd.                           |
| 1997 | Transform                                              | 變、變、變                   | Cantonese          | Polygram Records Ltd.                           |
| 1997 | Remix + Best of                                        | Remix + 精選                 | Cantonese          | Polygram Records Ltd.                           |
| 1998 | Priscilla's Love                                       | 嫻情                         | Cantonese          | Polygram Records Ltd.                           |
| 1998 | Silly Girl                                             | 傻女                         | Mandarin           | Polygram Records Ltd.                           |
| 1998 | The Color of Autumn                                    | 秋色                         | Cantonese          | Polygram Records Ltd.                           |
| 1998 | Priscilla Chan Remix                                   | -                            | Cantonese          | Polygram Records Ltd.                           |
| 1999 | Forever Friends                                        | 永遠是你的朋友               | Cantonese          | Polygram Records Ltd.                           |
| 1999 | Priscilla Chan in Concert                              | 陳慧嫻幾時再見演唱會         | Cantonese/English  | Polygram Records Ltd.                           |
| 2000 | Get Up and Dance                                       | -                            | Cantonese          | Polygram Records Ltd.                           |
| 2002 | Come Back                                              | 歸來吧                       | Cantonese          | Polygram Records Ltd.                           |
| 2003 | I'm always on your side                                | 你身邊永是我                 | Cantonese          | Polygram Records Ltd.                           |
| 2004 | Who is my lover today                                  | 今天的愛人是誰               | Cantonese          | Polygram Records Ltd.                           |
| 2005 | Welcome Back                                           | -                            | Cantonese          | Polygram Records Ltd.                           |
| 2005 | I am not lonely                                        | 我不寂寞                     | Cantonese          | Polygram Records Ltd.                           |
| 2006 | Satisfy                                                | 心滿意足                     | Cantonese          | Polygram Records Ltd.                           |
| 2006 | Priscilla Chan in Concert '96                          | 雪映美白'96陳慧嫻演唱會      | Cantonese          | Polygram Records Ltd.                           |
| 2006 | Priscilla Chan Polygram 88 Compilation                 | 陳慧嫻寶麗金88極品音色系列   | Cantonese          | Polygram Records Ltd.                           |
| 2006 | Problematic Woman                                      | 問題女人                     | Cantonese          | Polygram Records Ltd.                           |
| 2007 | Musical Encounters with Priscilla and the Philharmonic | 慧嫻‧港樂奇妙旅程            | Cantonese/Mandarin | Polygram Records Ltd.                           |
| 2007 | Priscilla Chan 2 Polygram 88 Compilation               | 陳慧嫻２寶麗金88極品音色系列 | Cantonese          | Polygram Records Ltd.                           |
| 2007 | My heart is about to fly away                          | 心就要飛了                   | Mandarin           | Polygram Records Ltd.                           |
| 2008 | Priscilla Chan AVCD                                    | -                            | Cantonese          | Polygram Records Ltd.                           |
| 2008 | In love for 2000 hours                                 | 愛戀二千小時                 | Cantonese          | Polygram Records Ltd./Cinepoly Records Co Ltd.  |
| 2008 | Priscilla Chan and William So Music is Live            | 陳慧嫻+蘇永康拉闊音樂        | Cantonese          | Polygram Records Ltd./Cinepoly Records Co. Ltd. |
| 2009 | This is Love                                           | 正視愛                       | Cantonese          | Universal Music Group/Cinepoly Records Co. Ltd. |
| 2010 | Good For You                                           | 為你好                       | Cantonese          | Universal Music Group/Cinepoly Records Co Ltd.  |
| 2013 | Loving Knot                                            | 情意結                       | Cantonese          | Universal Music Group                           |
| 2013 | Priscilla Chan Live                                    | 陳慧嫻珍演唱會2003           | Cantonese/English  | Universal Music Group                           |
| 2008 | Priscilla Chan Concert Live 2008                       | 陳慧嫻活出生命II演唱會2008   | Cantonese          | Universal Music Group                           |
| 2014 | By Heart                                               | -                            | Cantonese          | Polygram Records Ltd./Universal Music Group     |
| 2014 | Back To Priscilla 30th anniversary concert 2014 Live   | -                            | Cantonese          | Polygram Records Ltd./Universal Music Group     |
| 2015 | Evolve                                                 | -                            | Cantonese          | Polygram Records Ltd./Universal Music Group     |
| 2016 | Priscilla-ism Concert 2016 Live                        | –                            | Cantonese          | Polygram Records Ltd./Universal Music Group     |